# Metzeral
Metzeral (elsässisch Matzeral) ist eine französische Gemeinde mit 1051 Einwohnern (1. Januar 2022) im Département Haut-Rhin in der Region Grand Est (bis 2015 Elsass). Sie ist Mitglied des Gemeindeverbands Vallée de Munster.

## Geografie
Metzeral liegt im Tal der Fecht, an der Verzweigung der Täler von Sondernach und Mittlach, etwa sechs Kilometer von Munster entfernt. Das Gebiet der Gemeinde umfasst etliche Gipfel der Vogesen und liegt im Regionalen Naturpark Ballons des Vosges.

## Geschichte
Metzeral wurde im Jahr 817 gegründet und ist damit die älteste Gemeinde des Münstertals. Nachdem Metzeral lange zur Abtei von Münster gehörte, erfolgte 1287 der Beitritt zur Talgemeinschaft und zur Stadt Münster.
Die Grundschule wurde 1737 gegründet. Nach der Französischen Revolution wurde Metzeral eine eigenständige Gemeinde, und nach dem Deutsch-Französischen Krieg von 1870/71 deutsch. 1893 wurde die Eisenbahnlinie, die zwischen Münster und Colmar 1868 erbaut wurde, bis Metzeral verlängert. Im Ersten Weltkrieg lag Metzeral im Frontgebiet und wurde schwer zerstört. Im Zweiten Weltkrieg blieb es von Kampfhandlungen verschont. Am 5. Februar 1945 erfolgte die Befreiung durch alliierte Truppen.
| Jahr      | 1962 | 1968 | 1975 | 1982 | 1990 | 1999 | 2007 | 2019 |
| --------- | ---- | ---- | ---- | ---- | ---- | ---- | ---- | ---- |
| Einwohner | 1104 | 1051 | 989  | 1006 | 1041 | 1065 | 1095 | 1042 |

## Sehenswürdigkeiten
Sehenswert sind das Wormsa-Tal, die Seen Fischboedle, Schiessrothried und Altenweiher und das Massiv des Hohneck.

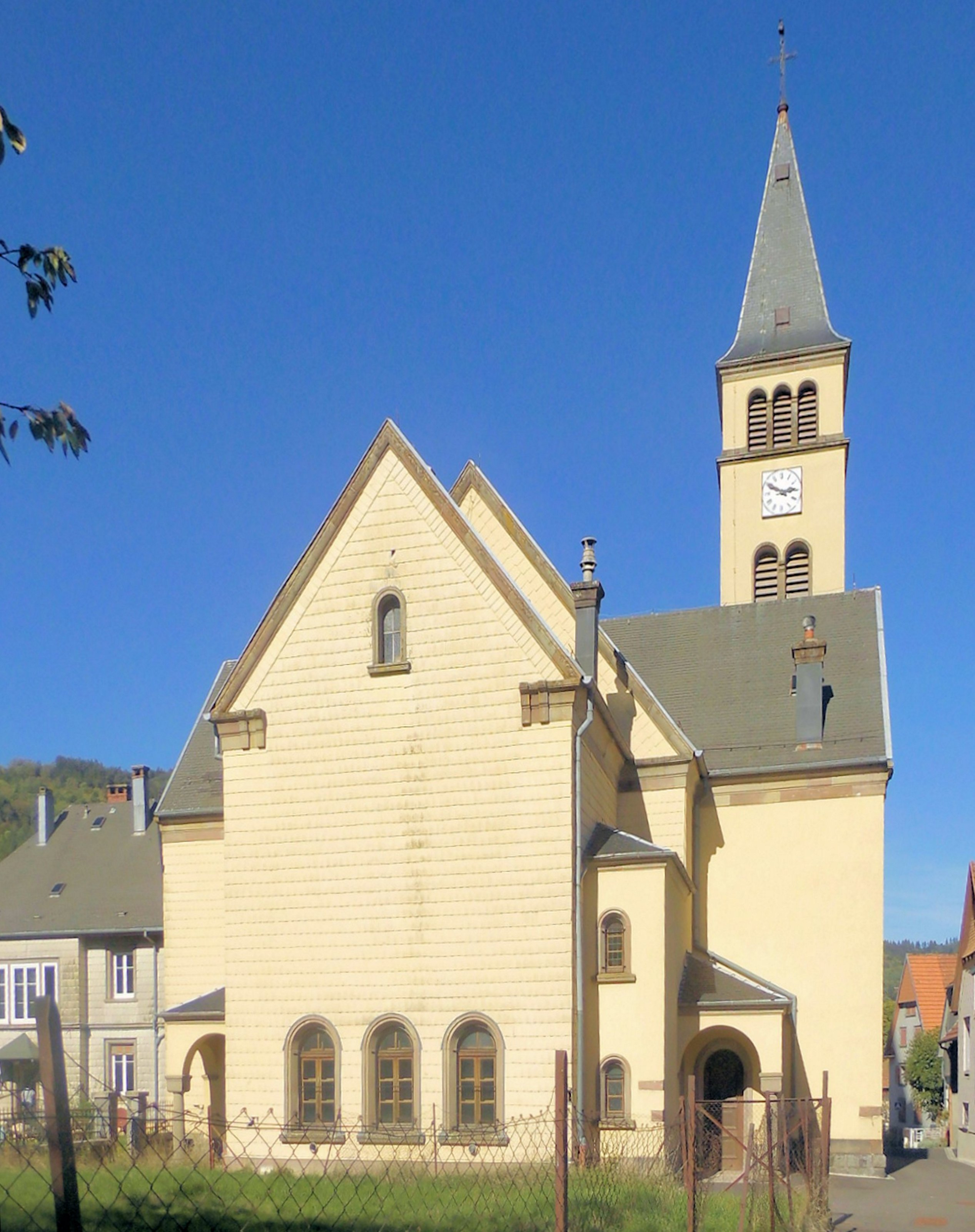
Lutherische Kirche

## Wirtschaft
Der Ort ist geprägt durch die Landwirtschaft, insbesondere Milch- und Forstwirtschaft. Der Tourismus ist nicht sehr ausgeprägt. Zwischen Metzeral und Muhlbach befindet sich eine Mineralbrunnen-Abfüllung, hier wird Mineralwasser der Marken Metzeral und Source de Valon  abgefüllt.

## Verkehr
Durch den Ort führt die Départementsstraße D10. Die Bahnstrecke Colmar–Metzeral wird heute von der Regionalbahngesellschaft TER Grand Est betrieben.

## Persönlichkeiten
- Jacques Immer (* 1870; † nach 1918), Fabrikant und Bürgermeister in Metzeral und Landtagsabgeordneter